# ヘレラサウルス
ヘレラサウルス （学名：Herrerasaurus） は、後期三畳紀のカーニアン期にあたるアルゼンチンのイスチグアラスト層から産出している、最大で全長6メートル、平均体重350キログラムの肉食恐竜。

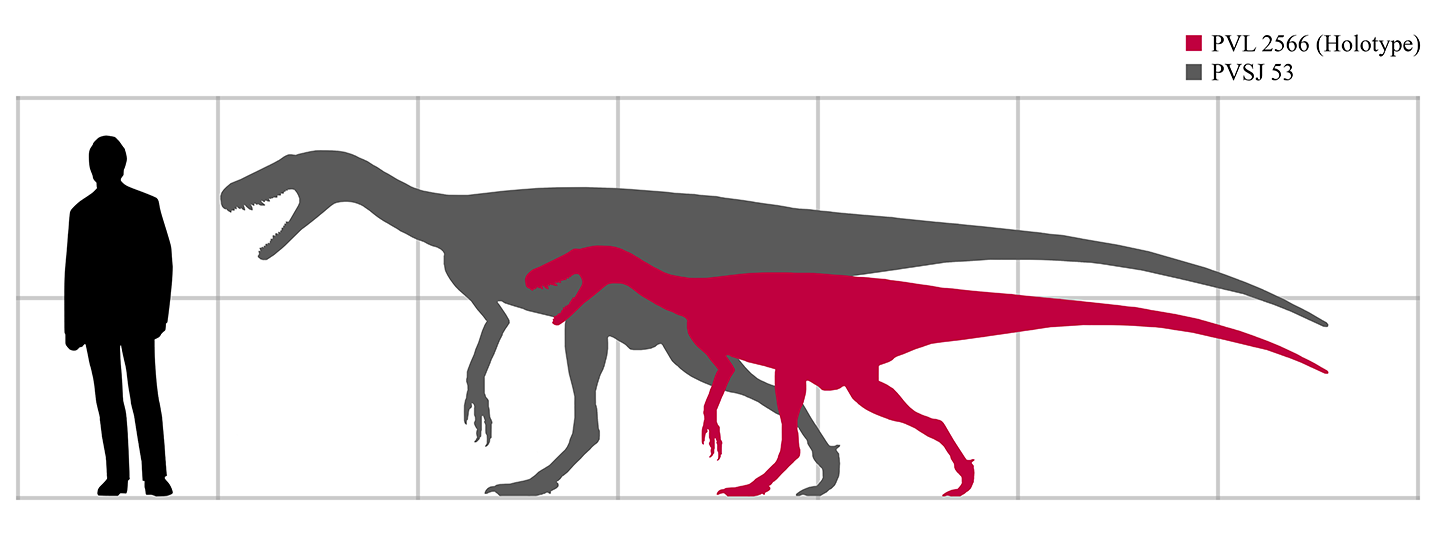
人との大きさ比較

2020年時点では最古の大型肉食恐竜として有名。肉食性だったことは間違いないが、身体の各所に獣脚類らしからぬ特徴を持つことから、本属（を含むヘレラサウルス科）が獣脚類に属するかどうかは不明であり、近年は獣脚類に含めないとする考えが主流になりつつある。学名の意味は「ヘレラのトカゲ」で、化石の発見者であるアルゼンチン人の Victorino Herrera にちなむ。

## 古生物学

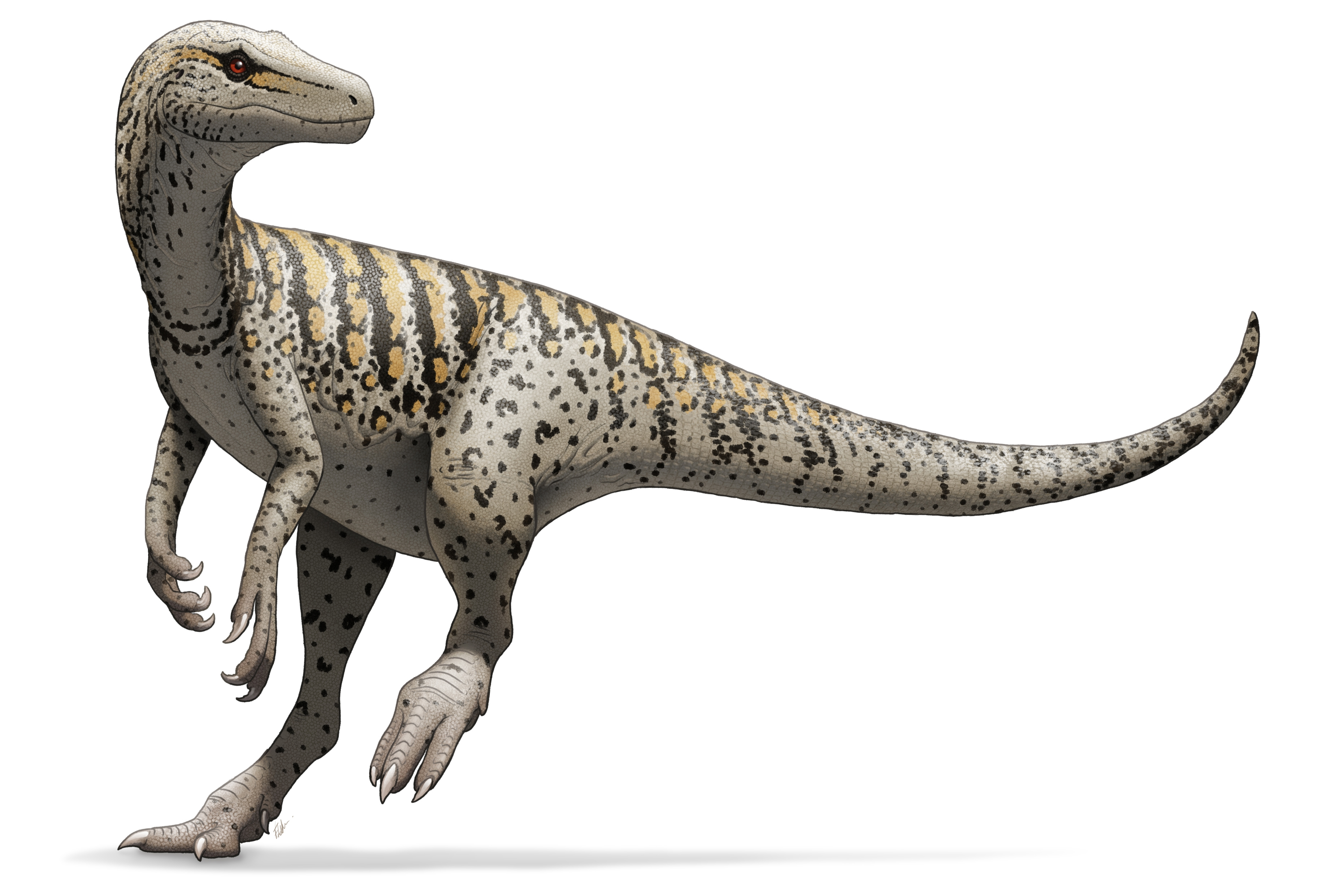
画家による生体復元

二足歩行を行う肉食性の恐竜であった。全長は最大6メートル、体重は350キログラム。ヘレラサウルス科を代表する属であり、スタウリコサウルスやサンユアンサウルス（サンファンサウルス）、グナトヴォラクスよりも大きな体躯をしていた。
三畳紀後期の一時期（カーニアン）には有力な捕食者としてのニッチを保持していたが、やがてコエロフィシスのような真正獣脚類に取って代わられた。同時期にリンコサウルス類など三畳紀特有の四肢動物も大きく衰退しているため、生態系全体に何らかの変動があった可能性がある。

### 頭部

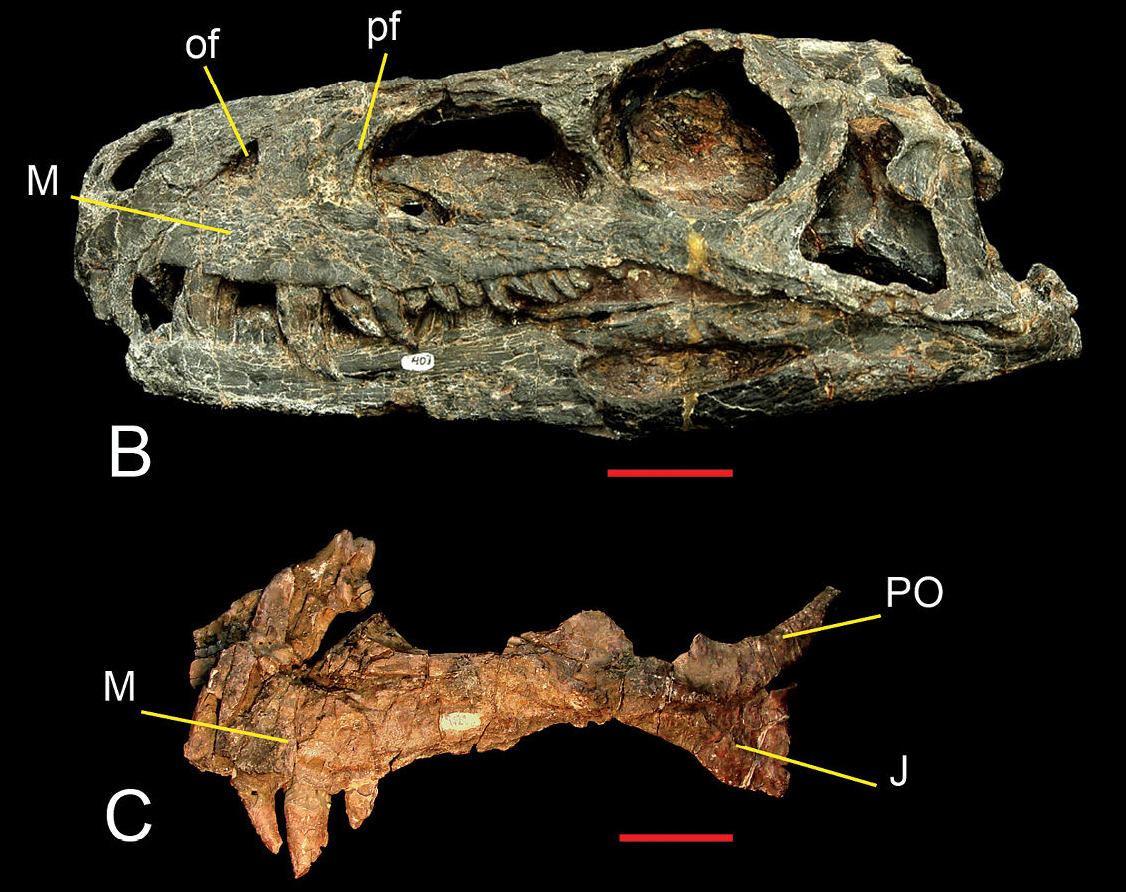
ヘレラサウルスの頭骨（B、標本番号PVSJ 407）と左上顎骨（C、標本番号PVSJ 053）。いずれも実骨で、スケールバーは5センチメートル。

長方形の頭骨に高さのある前上顎骨、そして控えめな前眼窩窓が特徴的である。下顎には、有鱗目に見られる特殊な関節を備えていた。上顎骨からは、まるで犬歯のような長大な歯が数本生えていた。それと対応するように歯骨の下部には、唇の痕跡と思われるラインが確認できる。

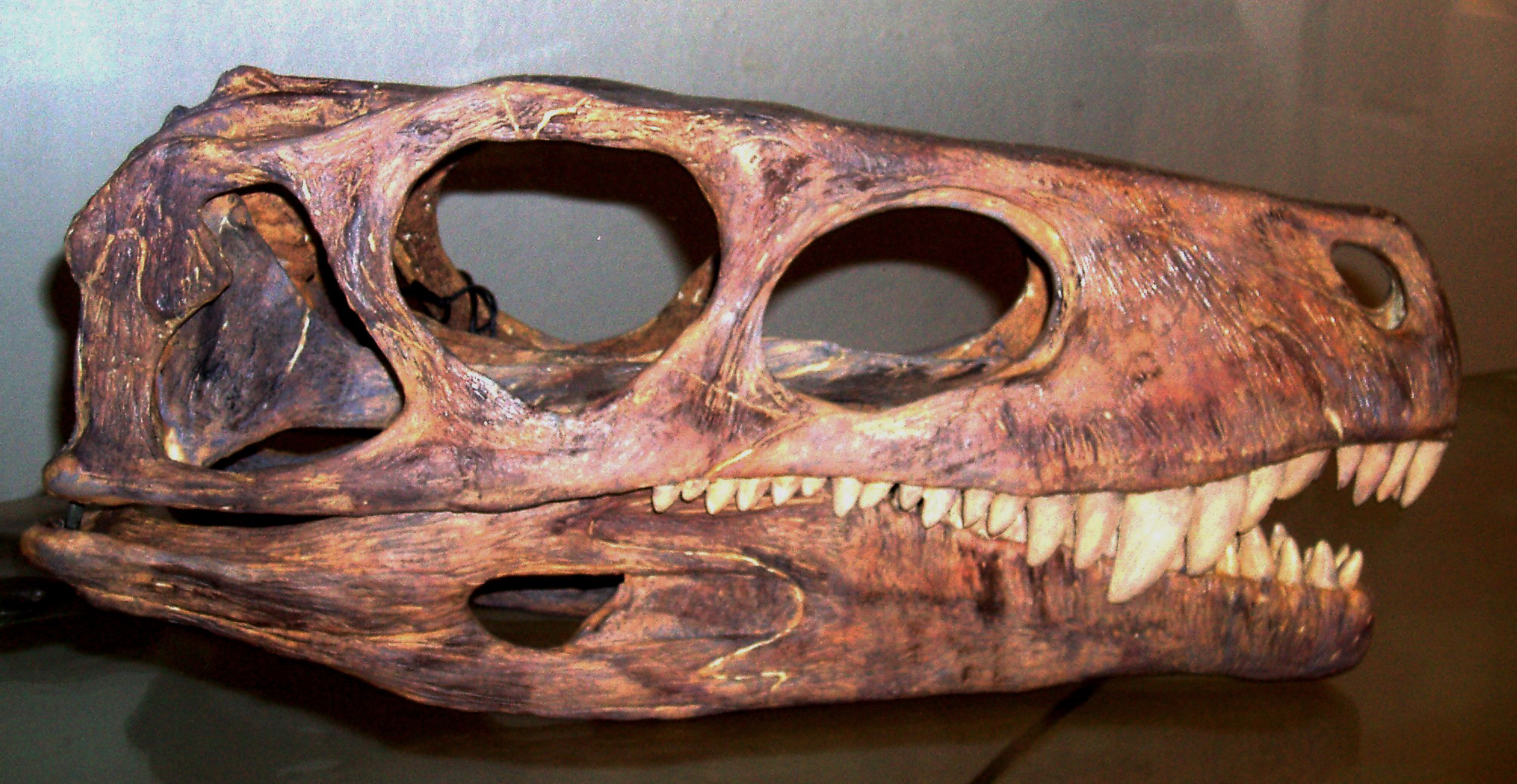
頭骨模型

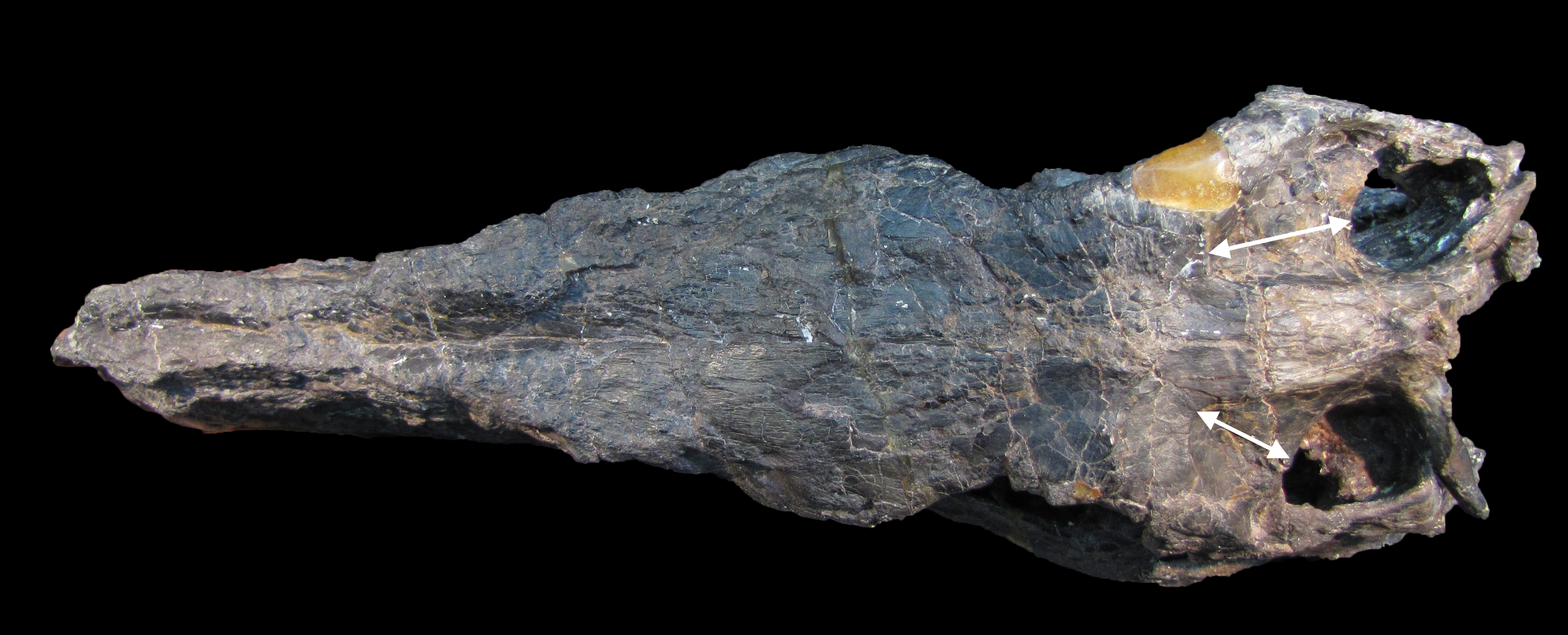
ヘレラサウルスの頭骨の背面。右に見える穴が側頭窓

頭骨の横幅は狭く、ティラノサウルスのような際立った立体視野を持ってはいなかった。

### 四肢

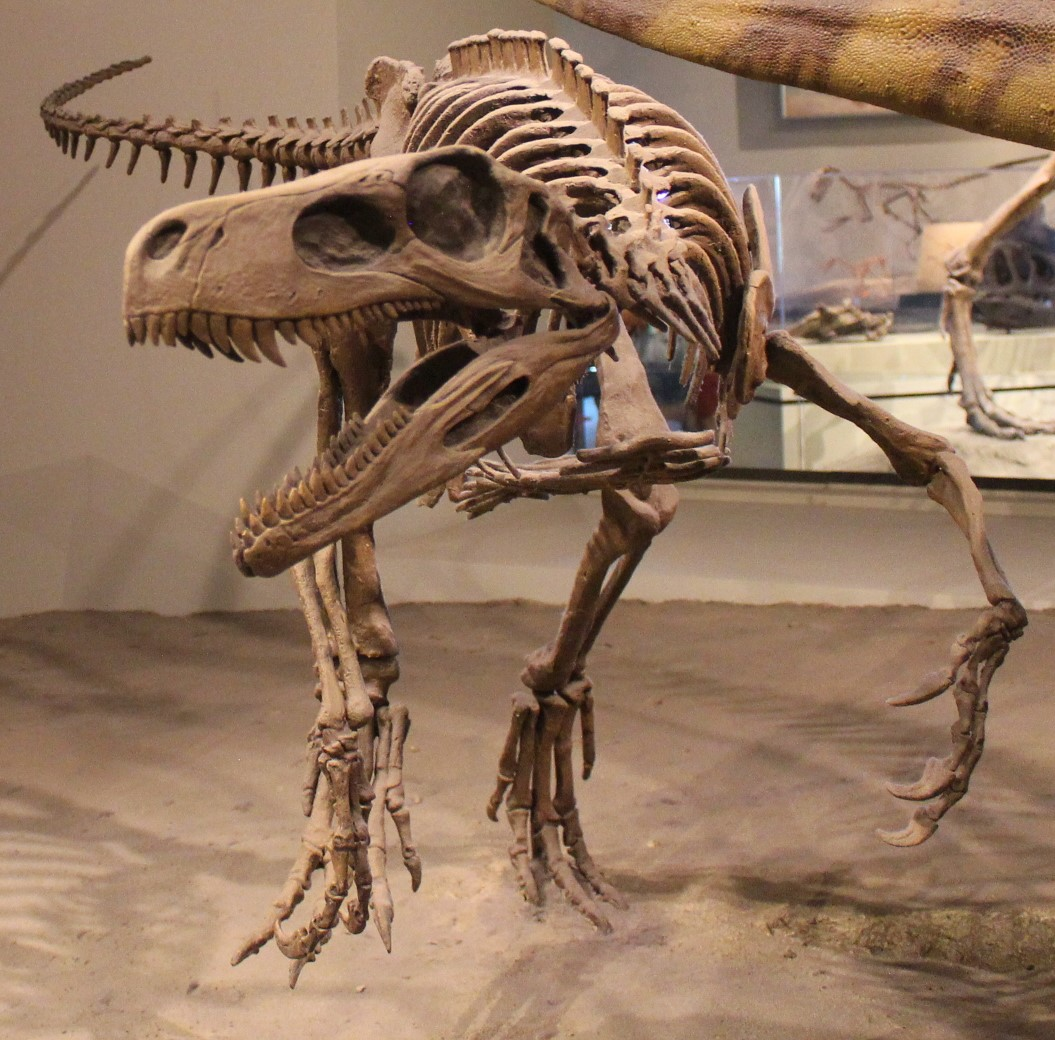
フィールド博物館に展示されたヘレラサウルスの復元骨格（レプリカ）

前肢の指は5本。そのうち第一指から第三指に鉤爪が生えている一方、第四指と第五指はほとんど退化していた。ジュラ紀や白亜紀の大半の恐竜と異なり、第二指よりも第三指のほうが長く、これは四足歩行の頃の名残りと思われる。
後ろ脚の大腿骨と脛では大腿骨のほうが長いため、後のオルニトミムスなどより走行性能は劣っていたと考えられる。だがそれでも三畳紀の世界においては十分に敏捷だった。

### 胴体と尻尾
骨化腱が未発達だったため、尻尾の柔軟性は、後のテタヌラ下目より遥かに高い。

## 古生態学

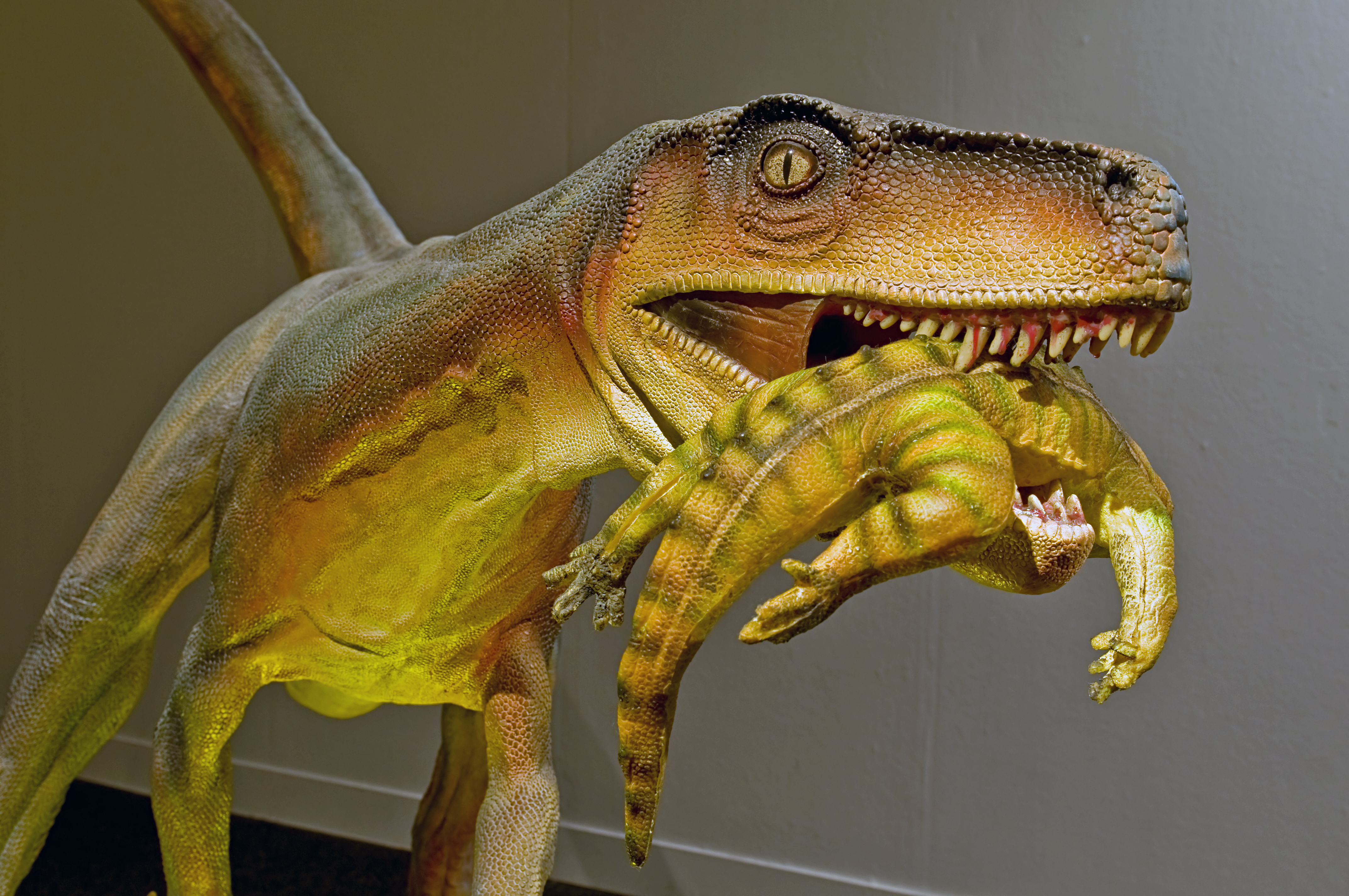
獲物のリンコサウルス類（幼体）を咥えた復元模型

糞化石や胃内容物などの研究から、ヘレラサウルスはリンコサウルス類のヒペロダペドン、またの名をスカフォニクスやディキノドン類のイスチグアラスティアを主食としていたことが示されている。

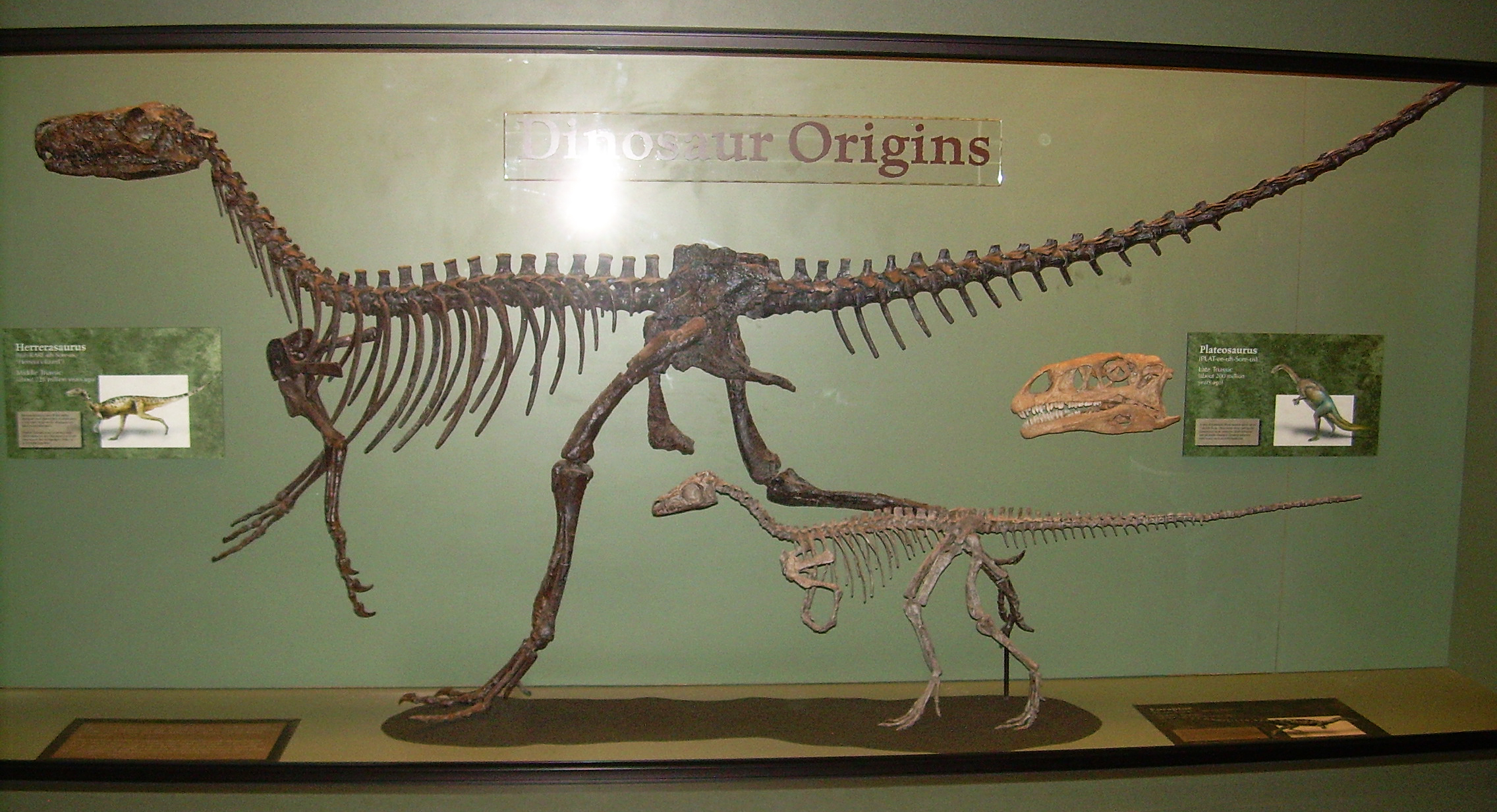
ヘレラサウルス（大）とエオラプトル（小）の全身骨格とプラテオサウルスの頭骨

しばしばヘレラサウルスとセットで語られるエオラプトルについては、比較するとかなり身体が小さかったため、ヘレラサウルスの標的となった可能性が否定できない。

### 競合相手
多種多様な肉食動物が生息したイスチグアラスト層において、ライバルとの競合を避けるのは難しかっただろう。
クルロタルシ類
中でも最大勢力だったのが現生のワニに近縁なクルロタルシ類で、例えば全長5メートルのサウロスクスは、リンコサウルス類やディキノドン類はもちろん、時に初期の恐竜さえ餌食する頂点捕食者だった。そこでヘレラサウルス（を含む恐竜形類）は、自らの敏捷性を武器に巨大なクルロタルシ類と棲み分けや食い分けを行っていたと見られている。
キノドン類

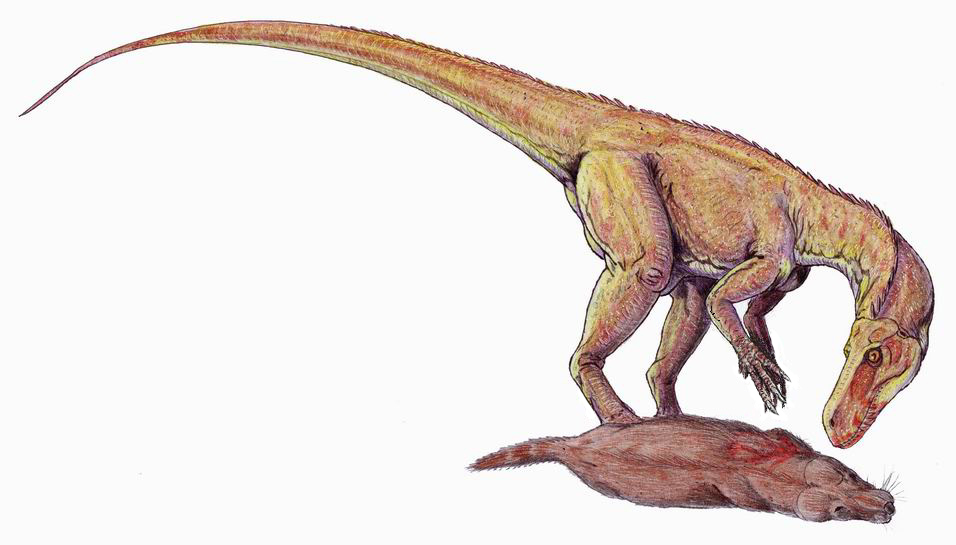
獣弓類（のキノドン類）を食べるヘレラサウルス

クルロタルシ類ほどの勢力ではないにしろ、哺乳類にごくごく近縁な獣弓類のキノドン類もまた優れた肉食獣だったため、少なからずニッチを争う関係にあったと考えられる。ただしヘレラサウルスとキノドン類とではかなり体格に開きがあったため、ヘレラサウルスがキノドン類自体を獲物にすることもあったと思われる。ちなみに、『キノドン類は恐竜やワニ類との対決に敗れて小型化していった』とする説明がなされることがあるが、トルシキノドンなど例外もある。

## 分類
ヘレラサウルスは恐竜としては非常に原始的な形質を持つため、分類学的な位置を明確にすることは難しい。同じく初期の恐竜であるエオラプトルなどと共に原始的な獣脚類とする見方が強まったが、エオラプトルは歯の特徴から原始的な竜脚形類であることが示唆され、ヘレラサウルス科の恐竜も解剖学的特徴から獣脚類より竜脚形類に近縁である可能性が示唆されている。なお、ヘレラサウルス科を恐竜ですらないとする研究も複数ある。
種は現在までに H.ischigualastensis 一種のみが確認されている。北米産のレヴェルトラプトル （Revueltoraptor） や、同じ南米ではサンユアンサウルス（Sanjuansaurus）などが特に近縁とされ、ともにヘレラサウルス科に分類される。現在ではシノニムとされるものにフレングエリサウルス（Frenguellisaurus）がある。